# Traversetolo
Traversetolo is een gemeente in de Italiaanse provincie Parma (regio Emilia-Romagna) en telt 8546 inwoners (31-12-2004). De oppervlakte bedraagt 54,6 km², de bevolkingsdichtheid is 143 inwoners per km².
De volgende frazioni maken deel uit van de gemeente: Vedi elenco.

## Demografie
Traversetolo telt ongeveer 3592 huishoudens. Het aantal inwoners steeg in de periode 1991-2001 met 15,1% volgens cijfers uit de tienjaarlijkse volkstellingen van ISTAT.
| Jaar | Inwoneraantal |
| ---- | ------------- |
| 1991 | 6892          |
| 2001 | 7931          |

## Geografie
Traversetolo grenst aan de volgende gemeenten: Canossa (RE), Lesignano de' Bagni, Montechiarugolo, Neviano degli Arduini, Parma, San Polo d'Enza (RE).
Albareto · Bardi · Bedonia · Berceto · Bore · Borgo Val di Taro · Busseto · Calestano · Collecchio · Colorno · Compiano · Corniglio · Felino · Fidenza · Fontanellato · Fontevivo · Fornovo di Taro · Langhirano · Lesignano de' Bagni · Medesano · Mezzani · Monchio delle Corti · Montechiarugolo · Neviano degli Arduini · Noceto · Palanzano · Parma · Pellegrino Parmense · Polesine Parmense · Roccabianca · Sala Baganza · Salsomaggiore Terme · San Secondo Parmense · Sissa Trecasali · Solignano · Soragna · Sorbolo · Terenzo · Tizzano Val Parma · Tornolo · Torrile · Traversetolo · Valmozzola · Varano de' Melegari · Varsi · Zibello
- Library of Congress Control Number: n91082321
- Nationale Bibliotheek van Israël: 987007567657505171
- Virtual International Authority File: 132230578

1. ↑  https://demo.istat.it/?l=it.